# Thelypteris pilosa-hispida
Thelypteris pilosa-hispida là một loài thực vật có mạch trong họ Thelypteridaceae. Loài này được (Hook.) Alston miêu tả khoa học đầu tiên năm 1958.